# 聖瑪麗亞 (卡塔馬卡省)
26°41′S 66°2′W / 26.683°S 66.033°W

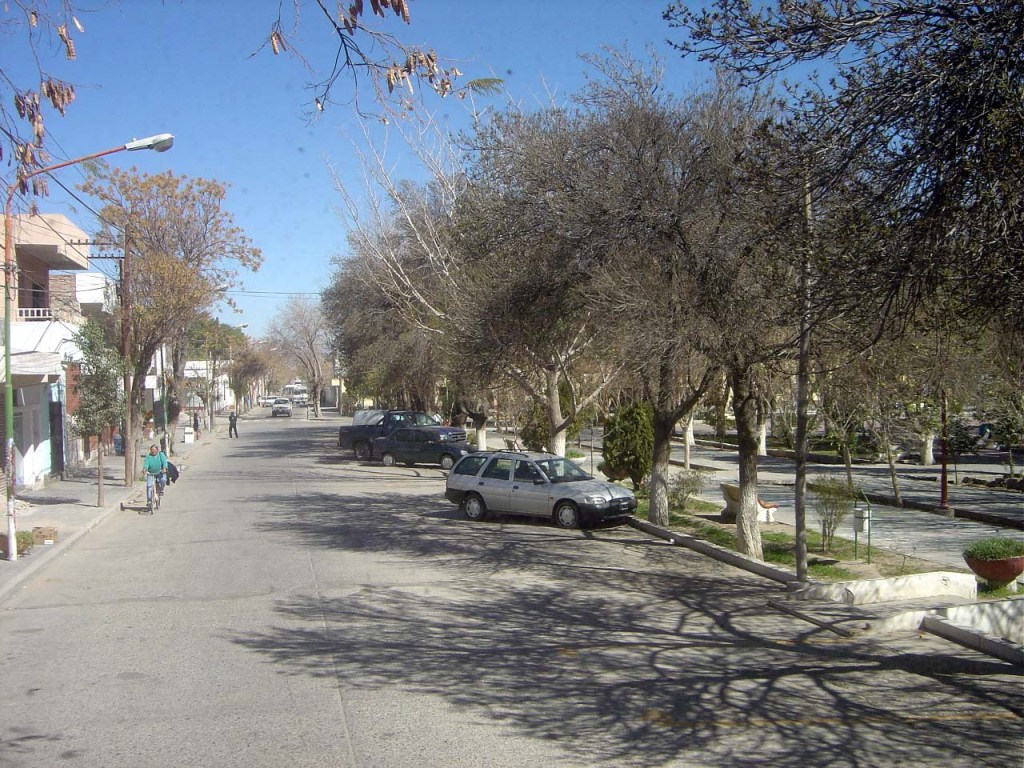
聖瑪麗亞

聖瑪麗亞（西班牙語：Santa María），是阿根廷的城市，位於該國西北部卡塔馬卡省，是聖瑪麗亞縣的首府，該城市海拔高度1,885米，每年平均降雨量200毫米，2010年人口11,648。